# 罗尔夫·埃德林
罗尔夫·埃德林（瑞典語：Rolf Edling，1943年11月30日—），瑞典男子击剑运动员。他曾获得1973年和1974年世界击剑锦标赛男子重剑个人冠军。他也参加了1968年、1972年、1976年和1980年四届夏季奥运会，其中在1976年夏季奥运会获得男子重剑团体金牌。